# زكريا بن عدي
الإمام، الحافظ، الثبت، أبو يحيى زكريا بن عدي ابن زريق ابن إسماعيل، الكوفي، التيمي، مولى بني تيم الله، نزيل بغداد، أخو نزيل مصر يوسف بن عدي، من أئمة الحديث الثقات، وكان رجلا صالحا متقشفا. توفي في جمادى الأولى سنة إحدى عشرة ومائتين. وقيل مات في ثاني جمادى الآخرة سنة اثنتي عشرة ومائتين ببغداد.

## سيرته
قال المنذر بن شاذان: ما رأيت أحفظ من زكريا بن عدي. جاءه أحمد بن حنبل ويحيى، فقالا: أخرج إلينا كتاب عبيد الله بن عمرو، فقال: ما تصنعون به؟ خذوا حتى أملي عليكم كله، وكان يحدث عن عدة من أصحاب الأعمش، فيميز ألفاظهم. وقيل: إنه لما احتضر، قال: «اللهم إني إليك مشتاق».
وقال أبو يحيى صاعقة: قدم زكريا بن عدي، فكلموا له من يستعمله على قرية في الشهر بثلاثين درهما، فرجع بعد شهر، وقال: ليس أجدني أعمل بقدر الأجرة. واشتكت عينه، فأتاه رجل بكحل، فقال: أنت ممن يسمع الحديث مني؟ قال: نعم، فأبى أن يأخذه.

## روايته للحديث النبوي
- حدث عن: حماد بن زيد، وشريك، وأبي الأحوص، وهشيم، وابن المبارك، ويزيد بن زريع، وعبيد الله بن عمرو الرقي، وطبقتهم.
- حدث عنه: إسحاق بن راهويه، وإسحاق الكوسج، وعبد بن حميد، وأبو محمد الدارمي، وحجاج بن الشاعر، وأحمد بن علي البربهاري ومعاوية بن صالح الدمشقي، ومحمد بن إسماعيل البخاري خارج «الصحيح»، وفي «الصحيح» بواسطة، وخلق سواهم.

## ثناء العلماء عليه
- قال أحمد بن صالح الجيلي: ثقة رجل صالح.
- قال ابن حجر العسقلاني: ثقة جليل يحفظ.
- قال أبو عوف البزوري: ما كتبت عن أحد أفضل من زكريا بن عدي.
- قال الذهبي: ما رأيت أحفظ منه.
- قال المنذر بن شاذان: ما رأيت أحفظ منه.
- قال عبد الرحمن بن يوسف بن خراش: ثقة جليل ورع.
- قال محمد بن سعد كاتب الواقدي: صالح ثقة صدوق.
- قال يحيى بن معين: لا بأس به.